# Mercedes-Benz W 153
Der Mercedes-Benz W 153 wurde auf der Berliner Automobil-Ausstellung im Februar 1939 als Nachfolger des Typs 230 (W 143) vorgestellt. Er war das erste Fahrzeug mit Ganzstahlkarosserie von Daimler-Benz.

## Typ 230 (1939–1943)

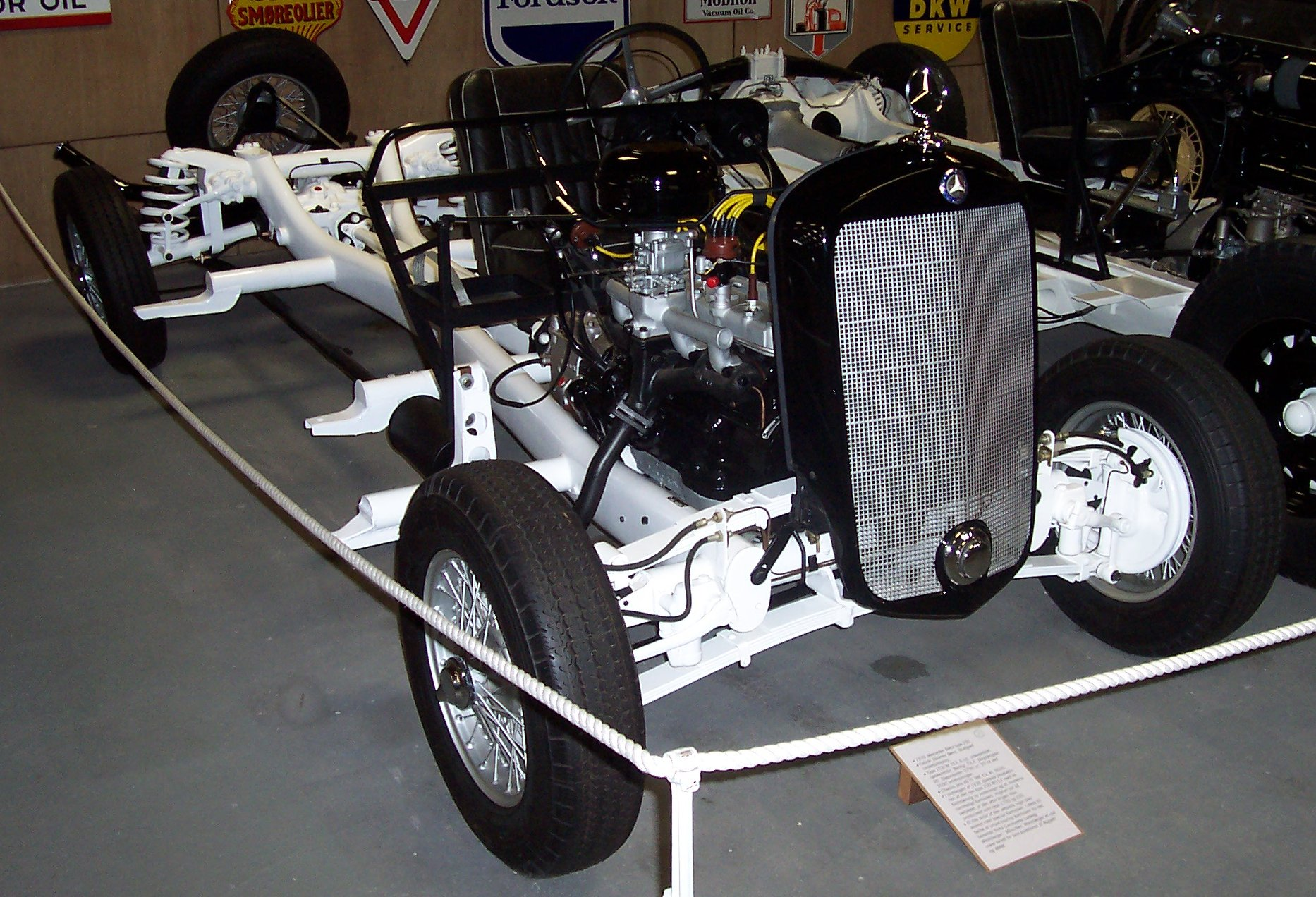
Fahrgestell des Mercedes-Benz W 153

Der Wagen hatte zwar den gleichen Radstand wie der parallel gebaute Typ W 143 auf langem Fahrgestell, aber einen völlig neu konstruiertes Chassis. Anstatt des Kastenprofil-Pressstahl-Niederrahmens hatte er einen Ovalrohr-Rahmen in X-Form. Der Motor wurde, nur in Details verbessert, vom Vorgängermodell übernommen. Um der sich verschlechternden Benzinqualität gerecht zu werden, hatte man die Verdichtung reduziert und den Hubraum auf 2289 cm³ vergrößert. Die Leistung blieb im Vergleich zum Vorgängermodell gleich, die Höchstgeschwindigkeit betrug 116 km/h.
Im Unterschied zum W 143 gab es keine Pullman-Limousine und auch keine Koffer- oder Gepäckbrücke, sondern eine voluminöse Kofferraumhaube an den viertürigen Limousinen und den Cabriolets A, B oder D.
Das Modell wurde bis 1943 gebaut und dann kriegsbedingt eingestellt. Die Karosserieform wurde danach beim Modell 170 S wieder aufgenommen.

## Typ 230 SV (1938–1939)
Es gab auch ein Modell mit kurzem Radstand, als zweitürige Sport-Limousine mit Fließheck, und als Sport-Roadster. Mit einer Karosserie aus Elektronmetall und Kotflügeln aus Aluminiumblech waren sie besonders leicht. Der 230 SV entstand 1938 in 33 Exemplaren; vom 230 S wurden im Folgejahr 21 Fahrzeuge gebaut, davon 19 Roadster sowie 2 Sport-Limousinen mit Fließheck und zwei Türen. Die beiden Ausführungen unterschieden sich nur durch ihre Motoren. Der 230 SV hatte noch den M 143 mit 2,2 Litern Hubraum, der 230 S war dagegen mit dem auf 2,3 Liter aufgebohrten M 153 ausgerüstet. Beide Motorversionen hatten gegenüber der jeweiligen Serienausführung eine höhere Verdichtung sowie eine etwas höhere Leistung von 58 PS (43 kW).

## Technische Daten
|                                              | 230 | 230 SV                                                                    | 230 SV                                                                    |
| -------------------------------------------- | --- | ------------------------------------------------------------------------- | ------------------------------------------------------------------------- |
| Konstruktionsbezeichnung                     | W 153 | W 153 Sport                                                               | W 153 Sport                                                               |
| Bauzeit                                      | 1939–1943 | 1938                                                                      | 1938–1939                                                                 |
| Motor                                        | |                                                                           |                                                                           |
| Arbeitsverfahren                             | Viertakt-Otto | Viertakt-Otto                                                             | Viertakt-Otto                                                             |
| Anordnung im Fahrzeug                        | vorn, längs; stehend                                                                                             | vorn, längs; stehend                                                      | vorn, längs; stehend                                                      |
| Motor-Typ / -Baumuster                       | M 153 | M 143 Sport                                                               | M 153 Sport                                                               |
| Zylinderzahl / -anordnung                    | 6 / Reihe | 6 / Reihe                                                                 | 6 / Reihe                                                                 |
| Bohrung × Hub                                | 73,5 × 90 mm | 72,5 × 90 mm                                                              | 73,5 × 90 mm                                                              |
| Hubraum                                      | 2289 cm³ | 2229 cm³ (nach Steuerformel 2213 cm³)                                     | 2289 cm³                                                                  |
| Verdichtung                                  | 6,6 | 7,25                                                                      | 7,5                                                                       |
| Leistung / bei                               | 55 PS (40 kW) bei 3500/min                                                                                       | 58 PS (43 kW) bei 3800/min                                                | 58 PS (43 kW) bei 3800/min                                                |
| Drehmoment / bei                             | 14,0 mkp (137 N·m) bei 1800/min                                                                                  | 14,2 mkp (139 N·m) bei 1800/min                                           | 14,4 mkp (141 N·m) bei 1800/min                                           |
| Ventilanordnung / -anzahl                    | 1 Einlass, 1 Auslass / seitlich stehend                                                                          | 1 Einlass, 1 Auslass / seitlich stehend                                   | 1 Einlass, 1 Auslass / seitlich stehend                                   |
| Ventilsteuerung                              | 1 seitliche Nockenwelle                                                                                          | 1 seitliche Nockenwelle                                                   | 1 seitliche Nockenwelle                                                   |
| Nockenwellenantrieb                          | über Stirnräder                                                                                                  | über Stirnräder                                                           | über Stirnräder                                                           |
| Gemischbildung                               | 1 Doppel-Fallstromvergaser Solex 30 JFFK                                                                         | 1 Doppel-Fallstromvergaser Solex 30 JFFK                                  | 1 Doppel-Fallstromvergaser Solex 30 JFFK                                  |
| Kraftstofftank: Anordnung / Fassungsvermögen | im Heck / 50 l                                                                                                   | im Heck / 50 l                                                            | im Heck / 50 l                                                            |
| Fahrwerk und Kraftübertragung                | |                                                                           |                                                                           |
| Rahmenausführung                             | X-förmiger Ovalrohr-Rahmen                                                                                       | X-förmiger Ovalrohr-Rahmen                                                | X-förmiger Ovalrohr-Rahmen                                                |
| Radaufhängung; vorne                         | je 1 Querfeder oben und unten                                                                                    | je 1 Querfeder oben und unten                                             | je 1 Querfeder oben und unten                                             |
| Radaufhängung; hinten                        | Pendelachse | Pendelachse                                                               | Pendelachse                                                               |
| Federung; vorne                              | Querfedern | Querfedern                                                                | Querfedern                                                                |
| Federung; hinten                             | Doppel-Schraubenfedern                                                                                           | Doppel-Schraubenfedern                                                    | Doppel-Schraubenfedern                                                    |
| Lenkung                                      | Schneckenlenkung mit Lenkfinger von ZF, Lizenz Ross                                                              | Schneckenlenkung mit Lenkfinger von ZF, Lizenz Ross                       | Schneckenlenkung mit Lenkfinger von ZF, Lizenz Ross                       |
| Bremsanlage (Fußbremse)                      | hydraulisch betätigte Trommelbremsen, auf Vorder- und Hinterräder wirkend                                        | hydraulisch betätigte Trommelbremsen, auf Vorder- und Hinterräder wirkend | hydraulisch betätigte Trommelbremsen, auf Vorder- und Hinterräder wirkend |
| Feststellbremse (Handbremse)                 | mechanisch, auf Hinterräder wirkend                                                                              | mechanisch, auf Hinterräder wirkend                                       | mechanisch, auf Hinterräder wirkend                                       |
| Räder                                        | Scheibenräder | Scheibenräder                                                             | Scheibenräder                                                             |
| Reifen                                       | 6,00-16 | 6,00-16                                                                   | 6,00-16                                                                   |
| Angetriebene Räder                           | Hinterräder | Hinterräder                                                               | Hinterräder                                                               |
| Kraftübertragung                             | Kardanwelle | Kardanwelle                                                               | Kardanwelle                                                               |
| Getriebe und Fahrleistungen                  | |                                                                           |                                                                           |
| Getriebe                                     | 4-Gang-Schaltgetriebe ZF                                                                                         | 4-Gang-Schaltgetriebe ZF                                                  | 4-Gang-Schaltgetriebe ZF                                                  |
| Schaltung                                    | Schalthebel Wagenmitte                                                                                           | Schalthebel Wagenmitte                                                    | Schalthebel Wagenmitte                                                    |
| Kupplung                                     | Einscheiben-Trockenkupplung                                                                                      | Einscheiben-Trockenkupplung                                               | Einscheiben-Trockenkupplung                                               |
| Getriebeart                                  | Zahnrad-Wechselgetriebe                                                                                          | Zahnrad-Wechselgetriebe                                                   | Zahnrad-Wechselgetriebe                                                   |
| Getriebe-Übersetzung                         | I. 3,75; II. 2,02; III. 1,49; IV. 1,0                                                                            | I. 3,75; II. 2,02; III. 1,49; IV. 1,0                                     | I. 3,75; II. 2,02; III. 1,49; IV. 1,0                                     |
| Achsantriebsübersetzung                      | 4,625 | 4,5 oder 4,125                                                            | 4,86 oder 4,125                                                           |
| Höchstgeschwindigkeit                        | 116 km/h | 125–130 km/h                                                              | 125–130 km/h                                                              |
| Kraftstoffverbrauch                          | 16 l | 16 l                                                                      | 16 l                                                                      |
| Abmessungen und Gewichte                     | |                                                                           |                                                                           |
| Radstand                                     | 3050 mm | 2700 mm                                                                   | 2700 mm                                                                   |
| Spur vorne / hinten                          | 1382 / 1412 mm                                                                                                   | 1382 / 1412 mm                                                            | 1382 / 1412 mm                                                            |
| Länge                                        | 4700 mm | 4390 mm                                                                   | 4390 mm                                                                   |
| Breite                                       | 1720 mm | 1720 mm                                                                   | 1720 mm                                                                   |
| Höhe                                         | 1610 mm | 1510 mm                                                                   | 1510 mm                                                                   |
| Gewicht des Fahrgestells                     | 1000 kg | k. A.                                                                     | k. A.                                                                     |
| Leergewicht (Wagengewicht)                   | Limousine: 1470 kg                                                                                               | Sport-Roadster: 1120 kg                                                   | Sport-Roadster: 1120 kg                                                   |
| Zul. Gesamtgewicht                           | 1900 kg | 1520 kg                                                                   | 1520 kg                                                                   |
| Allgemeine Daten                             | |                                                                           |                                                                           |
| Stückzahl                                    | 4210 | insgesamt 52 (beide Karosserie- und Motorvarianten)                       | insgesamt 52 (beide Karosserie- und Motorvarianten)                       |
| Preise                                       | Fahrgestell: 4675 RM Limousine (4 Türen): 5875 RM Cabriolet B: 7615 RM Cabriolet D: 8375 RM Cabriolet A: 9500 RM | kein Listenpreis                                                          | kein Listenpreis                                                          |
| Belege                                       | |                                                                           |                                                                           |